# Glory (EP)
Glory é o extended play (EP) de estreia da rapper australiana Iggy Azalea, lançada como um download digital gratuito em 30 de julho de 2012 através da Grand Hustle. O EP serve como seu primeiro projeto na gravadora de T.I. desde o anúncio de seu contrato em março de 2012. O EP conta com participações de T.I., que também atua como produtor executivo do projeto, juntamente com os rappers B.o.B e Pusha T, bem como o cantor e compositor Mike Posner. A produção do EP fica a cargo de Bei Maejor, Lil' C, Mike Posner e outros.
O download gratuito do EP foi liberado exclusivamente na plataforma online de distribuição de mixtapes DatPiff e desde então tem sido baixado mais de 100 mil vezes no site, ganhando uma de certificação de ouro. Ele também foi destaque na lista anual Top Mixtapes de 2012.

## Antecedentes e conceito
A carreira de Azalea foi lançada em meados de 2011, depois que vários vídeos caseiros de sua conta oficial no YouTube tornaram-se virais, sendo mais notados seus vídeos musicais controversos para as canções "Pu$$y" e "Two Times", sendo esta última uma versão cover de "Gucci Two Times", de Gucci Mane. Depois de lançar seu primeiro projeto musical, uma mixtape intitulada Ignorant Art em setembro de 2011, Azalea reuniu-se com o rapper T.I. e acabou por assinar um contrato com sua gravadora, a Grand Hustle Records. Com planos para lançar seu álbum de estreia através do selo, ela os colocou em espera e em 22 de abril de 2012 anunciou que iria lançar um EP intitulado Glory.
Em uma entrevista exclusiva para AllHipHop, Azalea revelou que as faixas do EP foram originalmente programadas para seu álbum de estreia The New Classic, e foram gravadas enquanto ela estava em Atlanta e passando um tempo com outros artistas da Grand Hustle: "Tudo o que foi gravado para o Glory, em sua maior parte, foi destinado para o meu álbum e estava fazendo este material enquanto estava em Atlanta com todo mundo da Grand Hustle como Trae [tha Truth] e todos esses outros artistas, e eu estava apenas em torno material que era tão 'rap'". Sua intenção através de Glory era de saciar os fãs de hard-rap: "Eu gosto desse tipo de 'rap', e eu pensei, 'Eu quero fazer algumas músicas como isso e colocá-las no meu álbum', e outras pessoas realmente não estavam interessados nessa ideia. Então eu pensei que eu poderia liberá-las em Glory, porque eu ainda quero ser capaz de liberar isso para o mundo para que todos sejam capazes de saber que eu posso fazer este tipo de gravação". Ela acrescentou que o EP era apenas um teaser de seu próximo material, "Eu só quero dar passos de bebê. É uma maneira de testar o terreno e ver o que as pessoas querem ouvir de mim, então eu não vou dar-lhe um álbum que você odeia".
Apesar de explicar o conceito por trás do título do projeto, Azalea declarou: "Eu estava neste lugar estranho, onde parecia que todo mundo estava cagando em mim, como, 'Ela não conseguiu o acordo com a Interscope. Ela deixou-se cair! Ela não terá outro trabalho!" tornando-se muito pior do que alguns realmente eram. Eu me sentia como se eles queriam que eu falhasse e eu pensei, eu não vou a lugar nenhum. Eu estou indo para obter a minha glória. Vou buscar o meu brilho. [...] É para provar a mim mesma que eu posso escrever canções. Não é fácil fazer uma música que todo mundo diz respeito à si, e fazê-la repetidas vezes. Quando cheguei no estúdio eu percebi como isso é muito, muito difícil. É fácil fazer o que diabos você quer fazer, mas nem todos podem se conectar a isso. Eu só estava tentando descobrir uma nova maneira de como eu pudesse fazê-la com Glory. Eu não sei se é bem sucedida, mas eu aprendi muito sobre composição enquanto eu estava fazendo isso". Ela esclareceu em outra entrevista o seu desejo de tentar "fazer mais gravações com sonoridade tradicional. [...] Eu sou uma compositora e queria ser capaz de tentar escrever músicas que eram mais tradicionais e estruturadas", quando sentiu que isso era difícil para ela e mais complicado fazer todo o trabalho, no qual ela afirmou que queria apenas "tentar fazer um EP, onde eu tinha outras pessoas que cantavam refrões, porque eu não posso cantar. Eu queria ver se eu poderia fazer esses tipos de gravações também".
Ela também defendeu sua decisão de querer liberar o projeto de graça: "Eu só acho que quando você está fazendo álbuns e coisas assim, você tem que ser mais atenciosa com as outras pessoas que você está trabalhando ou a sua gravadora ou A&R, e você tem que acalmar essa gente e para algo como Glory. Quando é grátis, eu obtive um passe para fazer o que eu gosto, e é isso que eu queria fazer, por causa de quem estava ao meu redor".

## Lançamento e promoção
Azalea anunciou o projeto no final de abril através de seu Twitter, quando ela escreveu: "Maio = glória. O EP. #GLORY. Eu estou apenas em um caminho certo agora, nas duas últimas semanas e isso é glory. Azaleans precisam de algo novo". Azalea revelou a arte de capa em 27 de junho de 2012, e alguns dias depois, estreou sua parceria com seus companheiros de gravadora B.o.B e T.I., "Million Dollar Misfits".
O primeiro single do projeto, "Murda Bizness" foi lançado em 26 de março de 2012, e foi lançado por Azalea através de sua conta oficial no YouTube. O single foi originalmente concebido para ser o primeiro de seu álbum de estreia, The New Classic, mas devido ao adiamento, foi incluído no EP. A canção foi produzida por Bei Maejor e contém participação de T.I. em um dos versos. Seu vídeo musical, dirigido por Alex/2Tone, foi lançado em 21 de julho de 2012. O vídeo foi inspirado no reality show norte-americano Toddlers & Tiaras. Azalea assumiu total responsabilidade pela direção criativa do vídeo e revelou que T. I. a detestou quando ela lhe contou pela primeira vez sobre o conceito. Ela falou sobre o conceito da paródia afirmando: "Ao vê-lo [Toddlers & Tiaras], eu pensei: 'Aqui estão essas mães e crianças simplesmente levando isso tão a sério, esta é a mais feroz das competições que eu vi em algum tempo'. Eles são tão chamativos e elas querem coroas, strass, diamantes e roupas brilhantes. A ostentação e a competitividade me lembra o rap. Muita gente ouviu "Murda Bizness" e pensavam que era sobre matar pessoas, tentando ser difícil e hardcore. Se você realmente ler a letra, é uma espécie de boba e brincalhona. É sobre estar no clube, sendo uma bad bitch (vadia má)". O diretor disse: "Eu acho que as pessoas estão traçando paralelos entre o título da canção e as garotas que estão nos negócios. Eu não sei se relacionaram de propósito, mas você pode vê-lo como quiser'.
A segunda faixa promocional do EP, intitulada "Flash", com vocais e produção de Mike Posner e Omega, foi lançada em em 23 de julho de 2012. O projeto foi finalmente lançado online através de download digital gratuito em 30 de julho de 2012.

## Alinhamento de faixas
| Edição padrão  |                                                          |                                                                      |                                     |         |  |
| N.º            | Título                                                   | Compositor(es)                                                       | Produtor(es)                        | Duração |  |
| 1.             | "Millionaire Misfits" (com participação de B.o.B e T.I.) | Amethyst Kelly Bobby Simmons, Jr. Clifford Harris, Jr. Brandon Green | Bei Maejor                          | 3:41    |  |
| 2.             | "Murda Bizness" (com participação de T.I.)               | Kelly Glenda "Gizzle" Proby Harris, Jr. Green Rock City              | Bei Maejor                          | 3:31    |  |
| 3.             | "Runaway" (com participação de Pusha T)                  | Kelly Terrence Thornton Simmons, Jr.                                 | B.o.B                               | 3:40    |  |
| 4.             | "Me, Myself, My Money"                                   | Lil' C                                                               | Kelly Proby Cordale Quinn           | 3:51    |  |
| 5.             | "Flash" (com participação de Mike Posner)                | Kelly Proby Michael Posner                                           | Michael "Omega" Fonseca Mike Posner | 4:17    |  |
| 6.             | "Glory"                                                  | Kelly Proby                                                          |                                     | 4:05    |  |
| Duração total: | Duração total:                                           | Duração total:                                                       | Duração total:                      | 23:05   |  |

## Créditos
- Clifford "T.I." Harris, Jr. – produtor executivo, compositor, artista participante
- Elliot Carter – engenheiro
- Kozyndan – diretor de arte, designer gráfico, fotografia
- Glenda "Gizzle" Proby – compositor
- Pusha T – compositor, artista participante
- B.o.B – compositor, produtor, artista participante
- Lil' C – compositor, produtor
- Bei Maejor – compositor, produtor
- Naz Tokio – vocal adicional (faixa 3)